# Grand Prix automobile des États-Unis 1964
GP précédent GP suivant
Le Grand Prix des États-Unis 1964 (VIIth United States Grand Prix), disputé sur le circuit de Watkins Glen le 4 octobre 1964, est la cent-trentième épreuve du championnat du monde de Formule 1 courue depuis 1950 et la neuvième manche du championnat 1964.

## Contexte avant la course

### Le championnat du monde
Depuis 1961, la Formule 1 suit la réglementation 1 500 cm3 (dérivée de l'ancienne Formule 2 de la période 1957 à 1960). Initialement prévue pour une période de trois ans, la formule a été prolongée de deux années supplémentaires par la Commission sportive internationale, garantissant la stabilité technique jusqu'à fin 1965. La réglementation s'appuie sur les points suivants :
- interdiction des moteurs suralimentés
- cylindrée minimale : 1 300 cm3
- cylindrée maximale : 1 500 cm3
- poids minimal : 450 kg (à sec)
- double circuit de freinage obligatoire
- arceau de sécurité obligatoire (le haut du cerceau devant dépasser le casque du pilote)
- démarreur de bord obligatoire
- carburant commercial
- ravitaillement en huile interdit durant la course

À deux épreuves de la fin, trois pilotes peuvent encore prétendre au titre mondial, Graham Hill comptant deux points d'avance sur Jim Clark et quatre sur John Surtees, qui a effectué une remontée spectaculaire au classement du championnat en remportant deux des trois derniers grands prix au volant de sa Ferrari. Alors que la première demi-saison avait été largement favorable à Clark, la Lotus du champion du monde s'étant imposée à Lotus, trois casses mécaniques successives ont privé l'Écossais de points précieux, permettant à Hill (vainqueur sur sa BRM de l'épreuve inaugurale à Monaco et figurant souvent aux places d'honneur) d'occuper provisoirement la première place.

### Le circuit

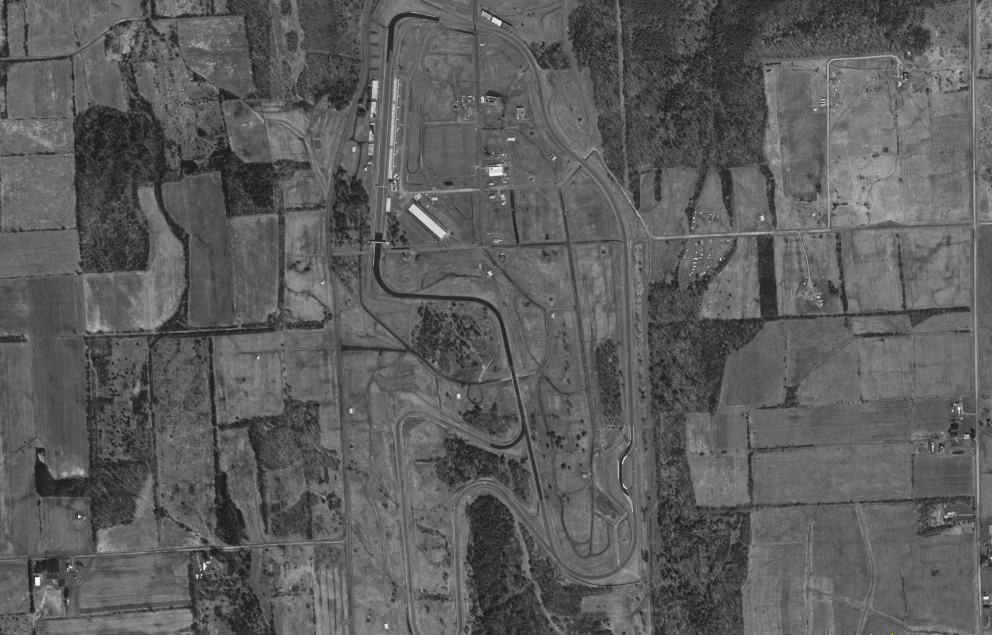
Vue aérienne du circuit de Watkins Glen, quelques kilomètres au sud du lac Seneca.

Féru de sport automobile, l'avocat Cameron Argetsinger fut à l'origine de la création du circuit permanent de Watkins Glen, au sud du lac Seneca, en 1956. Des courses nationales de voitures de sport (SCCA) y furent tout d'abord organisées, avant que la piste ne soit retenue pour l'organisation du Grand Prix des États-Unis dès 1961. Réputé pour son tracé sinueux et son cadre accueillant, le «Glen» est très apprécié des pilotes et du public. En 1963, la construction du «Tech Center», un grand garage couvert, a beaucoup amélioré les conditions d'accueil des concurrents. Le record officiel du circuit, développant 3,7 kilomètres, est détenu par Jim Clark qui, au volant de sa Lotus a accompli un tour à 178,8 km/h de moyenne lors du dernier Grand Prix.

## Monoplaces en lice
- Lotus 25 & 33 "Usine"

Le Team Lotus engage trois voitures, une Lotus 25C pour Jim Clark et deux 33 confiées à Mike Spence et au pilote local Walt Hansgen. Clark a délibérément opté pour le modèle le plus ancien, qu'il juge parfaitement au point et qui a reçu en cours d'année toutes les évolutions techniques (suspensions améliorées, panneaux d'aluminium affinés) apportées par la 33. De fait, les trois monoplaces, à structure monocoque, sont presque identiques. Elles sont dotées d'un moteur V8 Coventry Climax FWMV à injection délivrant 205 chevaux à 9600 tr/min et d'une boîte de vitesses ZF à cinq rapports. Elles pèsent 455 kg à vide.
- Lotus 25 privées

L'écurie dirigée par Tim Parnell aligne deux Lotus 25 à moteur V8 BRM (environ 200 chevaux) et boîte cinq vitesses Hewland pour Mike Hailwood et Chris Amon.
- BRM P261 "Usine"

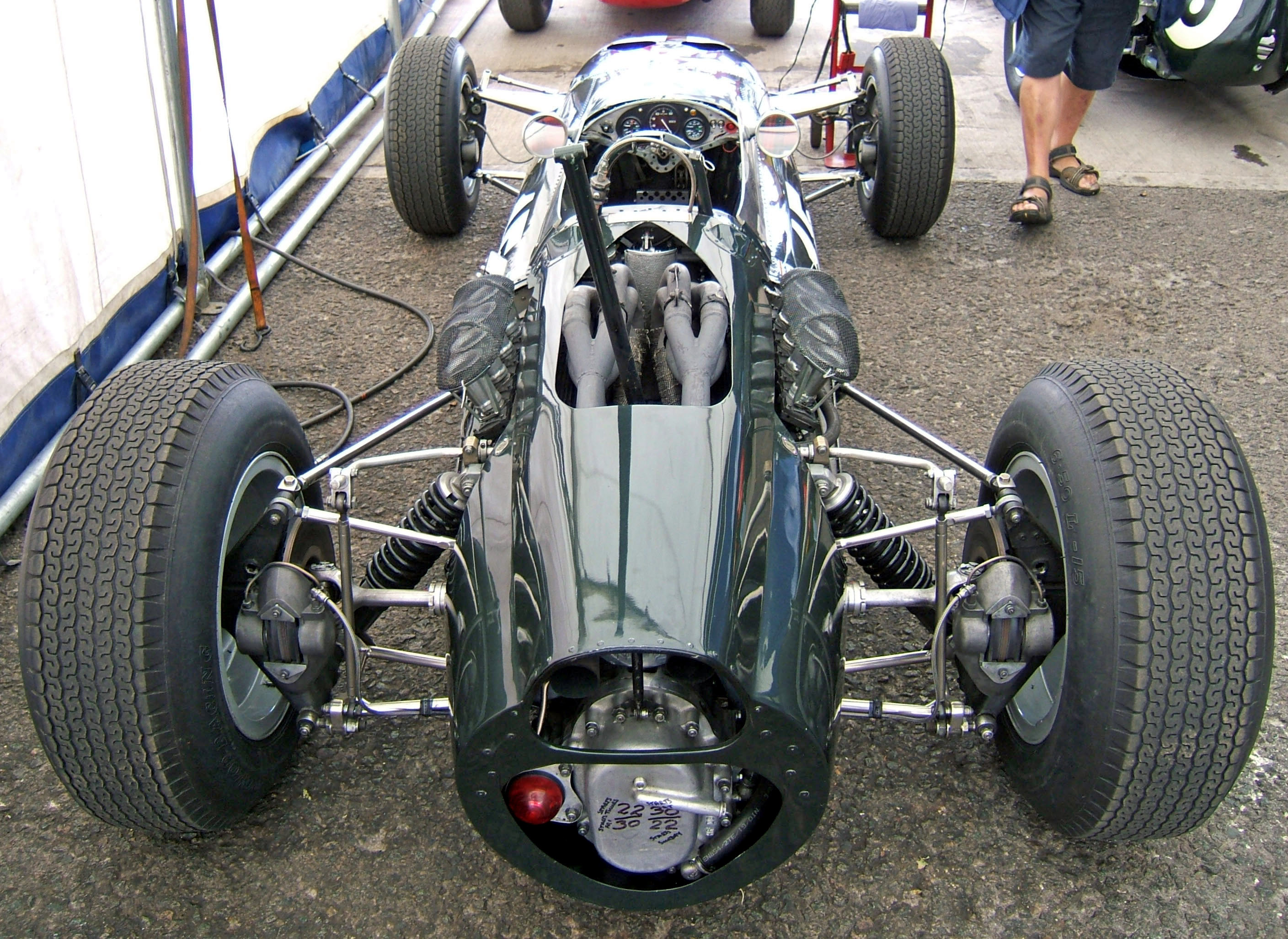
Grâce à un nouveau collecteur d'échappement, le moteur V8 de la BRM P261 a gagné en souplesse.

Les deux BRM P261 confiées à Graham Hill et Richie Ginther bénéficient de la dernière évolution du moteur V8, avec collecteur d'échappement placé au centre du vé, tandis que la troisième voiture, initialement destinée au Texan A. J. Foyt, a conservé ses échappements latéraux. Foyt ayant finalement décliné l'offre du constructeur britannique, l'ancien modèle servira de mulet. Hormis l'échappement et le capot arrière, les trois monoplaces, à châssis monocoque et boîte de vitesses à six rapports, sont identiques. Elles pèsent 450 kg à vide. Dans ses deux versions le V8, alimenté par un système d'injection indirecte Lucas, développe 210 chevaux à 11000 tr/min, la nouvelle implantation du collecteur apportant un gain de souplesse.
- Brabham BT7 & BT11 "Usine"

Jack Brabham et Dan Gurney pilotent leurs monoplaces habituelles, une récente BT11 pour le pilote-constructeur et une BT7 datant de la saison précédente pour son coéquipier. Les deux modèles sont pratiquement identiques : châssis tubulaire, moteur V8 Climax à injection accouplé à une boîte de vitesses Hewland à cinq rapports, suspensions à doubles triangles. La BT11 bénéficie toutefois d'un capot moteur affiné et de panneaux de fibre de verre sur les réservoirs latéraux, lui conférant un gain de poids (460 kg à vide contre 470 kg pour la BT7).
- Brabham BT7 & BT11 privées

En proie à des problèmes financiers, Joseph Siffert était sur le point de renoncer à disputer les deux dernières manche du championnat lorsque, impressionné par la récente victoire de ce dernier au Grand Prix de la Méditerranée devant Jim Clark, Joakim Bonnier intervint auprès de son employeur Rob Walker pour qu'il assure l'engagement du pilote suisse dans son équipe. Sa Brabham BT11 à moteur V8 BRM et boîte six vitesses Colotti a donc été repeinte aux couleurs de l'écurie écossaise, au côté des deux Brabham habituellement engagées par Walker : la BT7 à moteur V8 Climax dont dispose Bonnier depuis le Grand prix d'Autriche et la BT11 à moteur V8 BRM louée pour la circonstance à Hap Sharp.
- Ferrari 158, 1512 & 156 "Usine"

En conflit avec la Fédération automobile italienne à cause du refus d'homologation en catégorie GT de la Ferrari 250 LM, Enzo Ferrari a rendu sa licence de concurrent. La Scuderia Ferrari n'étant plus officiellement représentée, les monoplaces italiennes sont aux couleurs (bleu et blanc) du North American Racing Team, l'écurie de course de Luigi Chinetti qui représente le constructeur italien aux États-Unis. John Surtees dispose de deux 158 tandis que son coéquipier Lorenzo Bandini fera débuter en course la nouvelle 1512, brièvement testée à Monza. Bandini dispose également d'une 156 Aero comme voiture de réserve. À l'empattement près (2,40 m pour la 1512 contre 2,38 m pour les autres modèles), les châssis des différents modèles sont pratiquement identiques : structure monocoque, même type de suspension avant et arrière, freins à disques Dunlop montés dans les roues à l'avant et "inboard" à l'arrière. Avec son moteur à douze cylindres à plat alimenté par un système d'injection directe Lucas, la 1512 est la plus puissante, disposant de 220 chevaux à 11500 tr/min. Elle pèse 475 kg à vide, soit seulement sept de plus que la 158 à moteur V8 et injection directe Bosch (délivrant 210 chevaux à 11000 tr/min). La 156 Aero utilise l'ancien moteur V6, également à injection directe Bosch, d'une puissance de 205 chevaux à 10500 tr/min. Les quatre monoplaces sont dotées d'une boîte de vitesses longitudinale à cinq rapports.
- Cooper T73 "Usine"

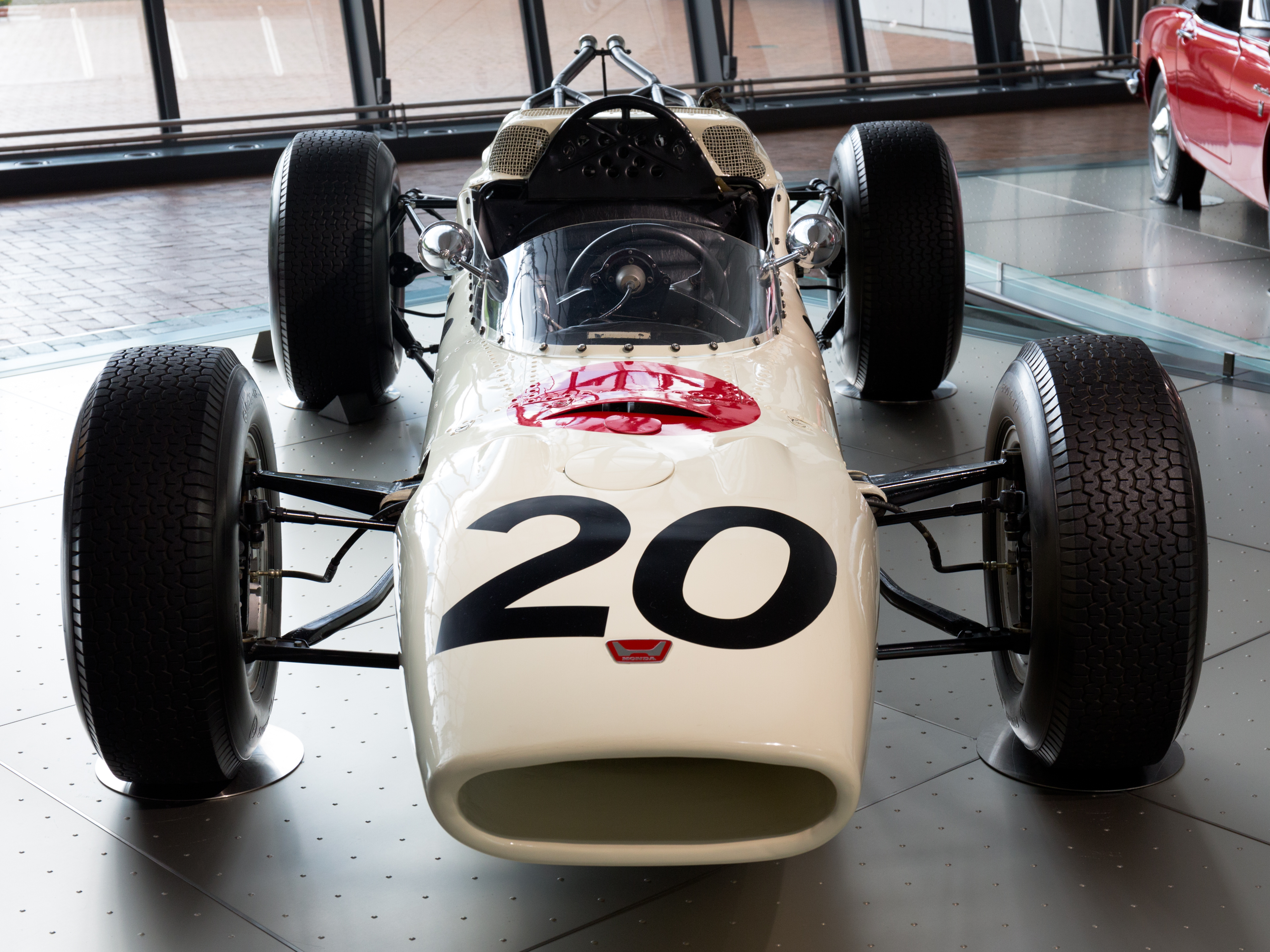
La Honda RA271, à moteur V12 transversal placé derrière le cockpit.

Évincé à Monza, Phil Hill a retrouvé sa place dans l'équipe de John Cooper, au côté de Bruce McLaren. Tous deux pilotent des T73 à moteur V8 Climax à injection et boîte de vitesses à six rapports. Ces monoplaces à châssis multitubulaire pèsent 460 kg à vide.
- BRP Mk2 "Usine"

Le British Racing Partnership dispose à nouveau de ses deux Mk2, confiées à Innes Ireland et Trevor Taylor, la monoplace accidentée par Taylor lors des essais du Grand Prix de Grande-Bretagne ayant enfin été réparée. Ces modèles à châssis monocoque sont animés par un moteur V8 et d'une boîte six vitesses BRM. Elles pèsent 465 kg à vide.
- Honda RA271 "Usine"

Le constructeur japonais engage une RA271 pour Ronnie Bucknum. Conçue par l'ingénieur Yoshio Nakamura, cette monoplace à structure monocoque en feuilles d'aluminium pliées est dotée d'un moteur V12 à quatre soupapes par cylindres, placé en position transversale juste derrière le pilote. Alimenté par un système d'injection intégré dans les tubulures, il développe 230 chevaux à 12000 tr/min. La transmission est assurée par une boîte de vitesses ZF à six rapports. La Honda F1 pèse 450 kg à sec.

## Coureurs inscrits
| no | Pilote                       | Écurie                      | Constructeur | Modèle           | N° châssis | Moteur                        | Pneumatiques |
| -- | ---------------------------- | --------------------------- | ------------ | ---------------- | ---------- | ----------------------------- | ------------ |
| 1  | Jim Clark                    | Team Lotus                  | Lotus        | Lotus 25C        | 25 R6      | Coventry Climax FWMV MkIII V8 | D            |
| 2  | Mike Spence                  | Team Lotus                  | Lotus        | Lotus 33         | 33 R9      | Coventry Climax FWMV MkIII V8 | D            |
| 3  | Graham Hill                  | Owen Racing Organisation    | BRM          | BRM P261         | 2616       | BRM P60 V8                    | D            |
| 3T | Graham Hill                  | Owen Racing Organisation    | BRM          | BRM P261         | 2615       | BRM P60 V8                    | D            |
| 4  | Richie Ginther               | Owen Racing Organisation    | BRM          | BRM P261         | 2613       | BRM P60 V8                    | D            |
| 5  | Jack Brabham                 | Brabham Racing Organisation | Brabham      | Brabham BT11     | F1-1-64    | Coventry Climax FWMV MkIII V8 | D            |
| 6  | Dan Gurney                   | Brabham Racing Organisation | Brabham      | Brabham BT7      | F1-1-63    | Coventry Climax FWMV MkIII V8 | D            |
| 7  | John Surtees                 | North American Racing Team  | Ferrari      | Ferrari 158      | 158/0005   | Ferrari 205B V8               | D            |
| 7T | John Surtees                 | North American Racing Team  | Ferrari      | Ferrari 158      | 158/0006   | Ferrari 205B V8               | D            |
| 8  | Lorenzo Bandini              | North American Racing Team  | Ferrari      | Ferrari 1512     | 1512/0007  | Ferrari 207 F12               | D            |
| 8T | Lorenzo Bandini John Surtees | North American Racing Team  | Ferrari      | Ferrari 156 Aero | 156/0004   | Ferrari 178 V6                | D            |
| 9  | Bruce McLaren                | Cooper Car Company          | Cooper       | Cooper T73       | F1-1-64    | Coventry Climax FWMV MkIII V8 | D            |
| 10 | Phil Hill                    | Cooper Car Company          | Cooper       | Cooper T73       | F1-2-64    | Coventry Climax FWMV MkIII V8 | D            |
| 11 | Innes Ireland                | British Racing Partnership  | BRP          | BRP MkII         | BRP/2-64   | BRM P56 V8                    | D            |
| 12 | Trevor Taylor                | British Racing Partnership  | BRP          | BRP MkII         | BRP/3-64   | BRM P56 V8                    | D            |
| 14 | Mike Hailwood                | Reg Parnell Racing          | Lotus        | Lotus 25         | 25 R4      | BRM P56 V8                    | D            |
| 15 | Chris Amon                   | Reg Parnell Racing          | Lotus        | Lotus 25         | 25 R4      | BRM P56 V8                    | D            |
| 16 | Joakim Bonnier               | Rob Walker Racing Team      | Brabham      | Brabham BT7      | F1-2-63    | Coventry Climax FWMV MkII V8  | D            |
| 17 | Walt Hansgen                 | Team Lotus                  | Lotus        | Lotus 33         | 33 R8      | Coventry Climax FWMV MkIII V8 | D            |
| 22 | Joseph Siffert               | Rob Walker Racing Team      | Brabham      | Brabham BT11     | F1-6-64    | BRM P56 V8                    | D            |
| 23 | Hap Sharp                    | Rob Walker Racing Team      | Brabham      | Brabham BT11     | F1-4-64    | BRM P56 V8                    | D            |
| 24 | A. J. Foyt                   | Owen Racing Organisation    | BRM          | BRM P261         | 2615       | BRM P60 V8                    | D            |
| 25 | Ronnie Bucknum               | Honda R&D Company           | Honda        | Honda RA271      | 271-002    | Honda RA271E V12              | D            |

## Qualifications
Deux séances qualificatives sont prévues, les vendredi et samedi précédant la course.

### Première séance - vendredi 2 octobre
Le ciel est couvert mais la piste est parfaitement sèche pour la première session qualificative, le vendredi après-midi. Immédiatement en action, Dan Gurney établit un premier temps de référence, tournant à 174,4 km/h de moyenne au volant de sa Brabham. Le pilote californien ne pourra cependant pas résister à l'offensive de John Surtees, qui avant la fin de la première heure d'essais parvient à s'approcher du record officiel de la piste, sa Ferrari ayant bouclé un tour à 178,6 km/h de moyenne. Alors que son coéquipier Phil Hill est en proie à d'insolubles problèmes d'alimentation d'essence, Bruce McLaren se montre également très compétitif sur sa Cooper, mais sera finalement devancé par la BRM de Graham Hill et la Ferrari 12 cylindres de Lorenzo Bandini. Surtees améliore encore ses performances au cours de la deuxième heure, réalisant des temps comparables avec les deux monoplaces à sa disposition. Jim Clark n'a pas tourné beaucoup en début de séance, mais une fois satisfait des réglages de sa Lotus le champion du monde entame une série de tours rapides et soutient facilement le rythme de Surtees. Les deux hommes dominent largement leurs adversaires, Clark établissant finalement le meilleur temps de la journée à près de 182 km/h de moyenne, reléguant Surtees à quatre dixièmes de seconde. Troisième, Graham Hill n'est cependant pas satisfait de sa monoplace, qui s'est avérée moins performante que l'année précédente, son mulet n'étant pas non plus au niveau de compétitivité attendu.
| Pos. | Pilote          | Écurie         | Temps         | Écart    |
| ---- | --------------- | -------------- | ------------- | -------- |
| 1    | Jim Clark       | Lotus-Climax   | 1 min 13 s 23 |          |
| 2    | John Surtees    | Ferrari        | 1 min 13 s 63 | + 0 s 40 |
| 3    | Graham Hill     | BRM            | 1 min 14 s 10 | + 0 s 87 |
| 4    | Lorenzo Bandini | Ferrari        | 1 min 14 s 15 | + 0 s 92 |
| 5    | Jack Brabham    | Brabham-Climax | 1 min 14 s 20 | + 0 s 97 |
| 6    | Bruce McLaren   | Cooper-Climax  | 1 min 14 s 20 | + 0 s 97 |
| 7    | Mike Spence     | Lotus-Climax   | 1 min 14 s 30 | + 1 s 07 |
| 8    | Dan Gurney      | Brabham-Climax | 1 min 14 s 40 | + 1 s 17 |
| 9    | Joakim Bonnier  | Brabham-Climax | 1 min 14 s 60 | + 1 s 37 |
| 10   | Joseph Siffert  | Brabham-BRM    | 1 min 14 s 65 | + 1 s 42 |
| 11   | Ronnie Bucknum  | Honda          | 1 min 14 s 90 | + 1 s 67 |
| 12   | Richie Ginther  | BRM            | 1 min 15 s 00 | + 1 s 77 |
| 13   | Innes Ireland   | BRP-BRM        | 1 min 15 s 30 | + 2 s 07 |
| 14   | Trevor Taylor   | BRP-BRM        | 1 min 15 s 45 | + 2 s 22 |
| 15   | Chris Amon      | Lotus-BRM      | 1 min 16 s 40 | + 3 s 17 |
| 16   | Walt Hansgen    | Lotus-Climax   | 1 min 17 s 20 | + 3 s 97 |
| 17   | Mike Hailwood   | Lotus-BRM      | 1 min 17 s 70 | + 4 s 47 |
| 18   | Hap Sharp       | Brabham-BRM    | 1 min 19 s 20 | + 5 s 97 |
| 19   | Phil Hill       | Cooper-Climax  | 1 min 20 s 10 | + 6 s 87 |

### Deuxième séance - samedi 3 octobre
Le ciel est totalement dégagé lorsque commence la deuxième séance d'essais, le samedi après-midi. En l'absence de vent, les temps réalisés la veille sont vite battus. Clark, qui a également testé la voiture de son coéquipier Mike Spence, va se montrer à nouveau le plus rapide. Il sera le premier à descendre sous la barre des 1 minute et 13 secondes au tour. Surtees tente de le contrer mais, bien qu'améliorant sa performance de la veille, ne parvient pas à inquiéter le champion écossais, étant même devancé par Gurney et Hill. Il essaie alors la Ferrari V6 qui sert de mulet à son coéquipier Bandini et l'ancien modèle se révèle plus rapide en ligne droite que la version V8, lui permettant de donner la réplique à Clark. L'Écossais aura cependant le dernier mot, avec un tour à 183,4 km/h de moyenne, battant le pilote Ferrari de treize centièmes de seconde. Les deux hommes se partageront la première ligne de la grille de départ, devant Gurney et Graham Hill qui obtiennent les troisième et quatrième temps. Les problèmes de moteur n'ont pu être réglés sur la Cooper de Phil Hill et l'ancien champion du monde partira bon dernier devant son public.

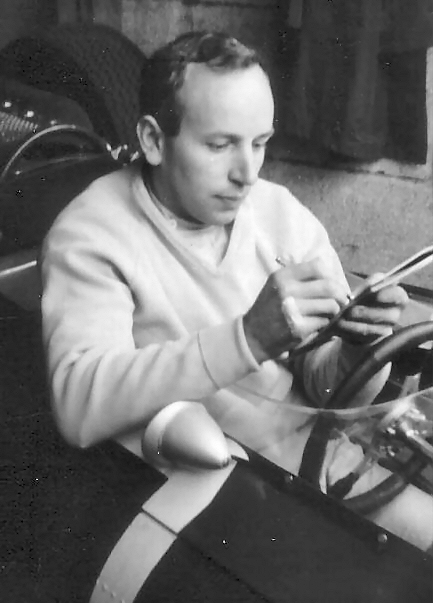
John Surtees fut l'un des principaux animateurs de la deuxième séance qualificative.

| Pos. | Pilote          | Écurie         | Temps         | Écart    |
| ---- | --------------- | -------------- | ------------- | -------- |
| 1    | Jim Clark       | Lotus-Climax   | 1 min 12 s 65 |          |
| 2    | John Surtees    | Ferrari        | 1 min 12 s 78 | + 0 s 15 |
| 3    | Dan Gurney      | Brabham-Climax | 1 min 12 s 90 | + 0 s 25 |
| 4    | Graham Hill     | BRM            | 1 min 12 s 92 | + 0 s 27 |
| 5    | Bruce McLaren   | Cooper-Climax  | 1 min 13 s 10 | + 0 s 55 |
| 6    | Mike Spence     | Lotus-Climax   | 1 min 13 s 33 | + 0 s 68 |
| 7    | Jack Brabham    | Brabham-Climax | 1 min 13 s 63 | + 0 s 98 |
| 8    | Lorenzo Bandini | Ferrari        | 1 min 13 s 83 | + 1 s 18 |
| 9    | Joakim Bonnier  | Brabham-Climax | 1 min 14 s 07 | + 1 s 42 |
| 10   | Innes Ireland   | BRP-BRM        | 1 min 14 s 35 | + 1 s 70 |
| 11   | Chris Amon      | Lotus-BRM      | 1 min 14 s 43 | + 1 s 78 |
| 12   | Joseph Siffert  | Brabham-BRM    | 1 min 14 s 65 | + 2 s 00 |
| 13   | Richie Ginther  | BRM            | 1 min 14 s 67 | + 2 s 02 |
| 14   | Trevor Taylor   | BRP-BRM        | 1 min 15 s 30 | + 2 s 65 |
| 15   | Mike Hailwood   | Lotus-BRM      | 1 min 15 s 65 | + 3 s 00 |
| 16   | Walt Hansgen    | Lotus-Climax   | 1 min 15 s 90 | + 3 s 25 |
| 17   | Ronnie Bucknum  | Honda          | 1 min 16 s 10 | + 3 s 45 |
| 18   | Hap Sharp       | Brabham-BRM    | 1 min 18 s 23 | + 5 s 58 |
| 19   | Phil Hill       | Cooper-Climax  | 1 min 19 s 63 | + 6 s 98 |

### Tableau final des qualifications

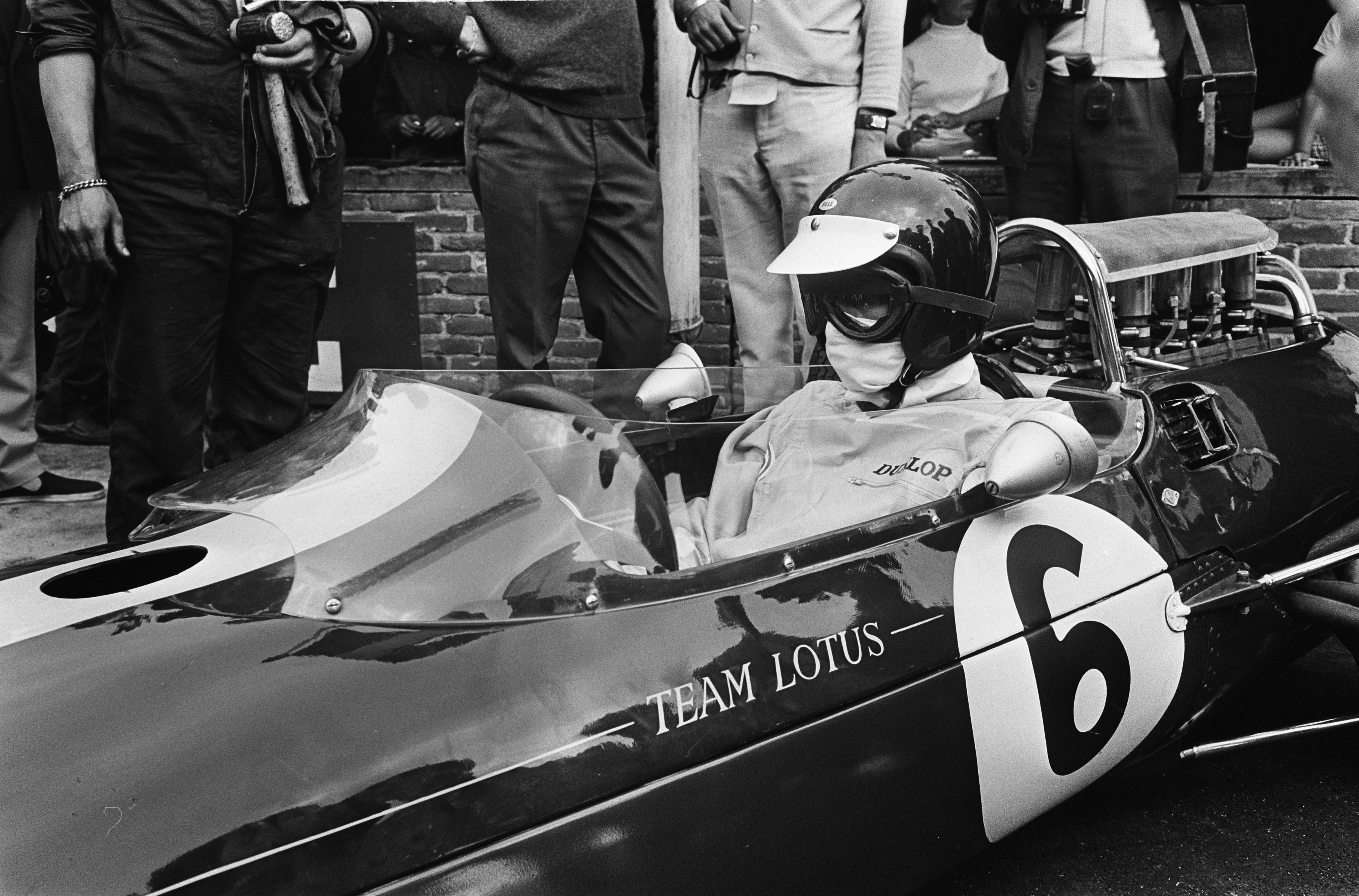
Jim Clark (ici au volant d'une Lotus 33) s'est montré le plus rapide aux essais.

| Pos. | Pilote          | Écurie         | Temps         | Écart    | Commentaire               |
| ---- | --------------- | -------------- | ------------- | -------- | ------------------------- |
| 1    | Jim Clark       | Lotus-Climax   | 1 min 12 s 65 |          | temps réalisé le samedi   |
| 2    | John Surtees    | Ferrari        | 1 min 12 s 78 | + 0 s 15 | temps réalisé le samedi   |
| 3    | Dan Gurney      | Brabham-Climax | 1 min 12 s 90 | + 0 s 25 | temps réalisé le samedi   |
| 4    | Graham Hill     | BRM            | 1 min 12 s 92 | + 0 s 27 | temps réalisé le samedi   |
| 5    | Bruce McLaren   | Cooper-Climax  | 1 min 13 s 10 | + 0 s 55 | temps réalisé le samedi   |
| 6    | Mike Spence     | Lotus-Climax   | 1 min 13 s 33 | + 0 s 68 | temps réalisé le samedi   |
| 7    | Jack Brabham    | Brabham-Climax | 1 min 13 s 63 | + 0 s 98 | temps réalisé le samedi   |
| 8    | Lorenzo Bandini | Ferrari        | 1 min 13 s 83 | + 1 s 18 | temps réalisé le samedi   |
| 9    | Joakim Bonnier  | Brabham-Climax | 1 min 14 s 07 | + 1 s 42 | temps réalisé le samedi   |
| 10   | Innes Ireland   | BRP-BRM        | 1 min 14 s 35 | + 1 s 70 | temps réalisé le samedi   |
| 11   | Chris Amon      | Lotus-BRM      | 1 min 14 s 43 | + 1 s 78 | temps réalisé le samedi   |
| 12   | Joseph Siffert  | Brabham-BRM    | 1 min 14 s 65 | + 2 s 00 | temps réalisé le samedi   |
| 13   | Richie Ginther  | BRM            | 1 min 14 s 67 | + 2 s 02 | temps réalisé le samedi   |
| 14   | Ronnie Bucknum  | Honda          | 1 min 14 s 90 | + 2 s 25 | temps réalisé le vendredi |
| 15   | Trevor Taylor   | BRP-BRM        | 1 min 15 s 30 | + 2 s 65 | temps réalisé le samedi   |
| 16   | Mike Hailwood   | Lotus-BRM      | 1 min 15 s 65 | + 3 s 00 | temps réalisé le samedi   |
| 17   | Walt Hansgen    | Lotus-Climax   | 1 min 15 s 90 | + 3 s 25 | temps réalisé le samedi   |
| 18   | Hap Sharp       | Brabham-BRM    | 1 min 18 s 23 | + 5 s 58 | temps réalisé le samedi   |
| 19   | Phil Hill       | Cooper-Climax  | 1 min 19 s 63 | + 6 s 98 | temps réalisé le samedi   |

## Grille de départ
| 1re ligne |                               | Pos. 2                        |                              | Pos. 1                        |
|           |                               | Surtees Ferrari 1 min 12 s 78 |                              | Clark Lotus 1 min 12 s 65     |
| 2e ligne  | Pos. 4                        |                               | Pos. 3                       |                               |
|           | G. Hill BRM 1 min 12 s 92     |                               | Gurney Brabham 1 min 12 s 90 |                               |
| 3e ligne  |                               | Pos. 6                        |                              | Pos. 5                        |
|           |                               | Spence Lotus 1 min 13 s 33    |                              | McLaren Cooper 1 min 13 s 10  |
| 4e ligne  | Pos. 8                        |                               | Pos. 7                       |                               |
|           | Bandini Ferrari 1 min 13 s 83 |                               | Brabham 1 min 13 s 63        |                               |
| 5e ligne  |                               | Pos. 10                       |                              | Pos. 9                        |
|           |                               | Ireland BRP 1 min 14 s 35     |                              | Bonnier Brabham 1 min 14 s 07 |
| 6e ligne  | Pos. 12                       |                               | Pos. 11                      |                               |
|           | Siffert Brabham 1 min 14 s 65 |                               | Amon Lotus 1 min 14 s 43     |                               |
| 7e ligne  |                               | Pos. 14                       |                              | Pos. 13                       |
|           |                               | Bucknum Honda 1 min 14 s 90   |                              | Ginther BRM 1 min 14 s 67     |
| 8e ligne  | Pos. 16                       |                               | Pos. 15                      |                               |
|           | Hailwood Lotus 1 min 15 s 65  |                               | Taylor BRP 1 min 15 s 30     |                               |
| 9e ligne  |                               | Pos. 18                       |                              | Pos. 17                       |
|           |                               | Sharp Brabham 1 min 18 s 23   |                              | Hansgen Lotus 1 min 15 s 90   |
| 10e ligne |                               |                               | Pos. 19                      |                               |
|           |                               |                               | P. Hill Cooper 1 min 19 s 63 |                               |

- Remarque : John Surtees a obtenu son temps de qualification avec le mulet à moteur V6 de la Scuderia Ferrari, voiture qui ne sera pas utilisée pour la course.

## Déroulement de la course
Il fait beau et chaud au moment du départ, le dimanche après-midi. Jim Clark est plus prompt que John Surtees au démarrage, mais le pilote Ferrari profite d'une meilleure accélération pour déborder aussitôt la Lotus du champion du monde, qui se fait peu après dépasser par son coéquipier Mike Spence, auteur d'un bel envol depuis la troisième ligne. Surtees repasse devant les tribunes avec une seconde d'avance sur Spence, talonné par la BRM de Graham Hill, que Clark a également laissée passer. Un peu plus loin vient le peloton des poursuivants, emmené par Jack Brabham. Alors que Spence parvient à suivre le rythme imposé par Surtees, Hill et Clark se disputent la troisième place, tandis que sur la deuxième Brabham, Dan Gurney, mal parti, remonte rapidement en cinquième position. Au cinquième tour, Hill parvient à déborder Spence pour le gain de la deuxième place, Clark étant dans leur sillage immédiat. Le champion du monde hausse le rythme et dépasse coup sur coup les deux voitures qui le précédaient. Il se trouve alors à deux secondes et demie de la Ferrari de tête, mais va s'en rapprocher progressivement, améliorant à plusieurs reprises le record de la piste. Peu après, Gurney dépasse Spence et se revient peu à peu sur Hill. À la fin du douzième tour, Clark est revenu dans le sillage de Surtees ; il le double dès le suivant, et prend aussitôt quelques longueurs d'avance sur lui, tandis que Hill et Gurney, maintenant roues dans roues, regagnent du terrain sur la Ferrari. Spence, cinquième, est légèrement distancé ; il devance d'une dizaine de secondes la Cooper de Bruce McLaren, qui a pris l'avantage sur Brabham. Ce dernier abandonne peu après, piston cassé. McLaren connaît bientôt des problèmes d'allumage et doit effectuer un long arrêt au stand, dont il repartira très attardé. Au vingtième tour, Clark possède une seconde et demie d'avance sur Surtees, qui précède de peu Hill et Gurney, en pleine bagarre. Spence, isolé, est à dix secondes, alors que, à une demi-minute de la voiture de tête, la sixième place est très disputée entre la Ferrari de Lorenzo Bandini, les Brabham de Joakim Bonnier et Joseph Siffert et la Lotus de Chris Amon. Surtees ne peut tenir longtemps le rythme très élevé imprimé par Clark, qui va dès lors augmenter régulièrement son avance. Au trentième tour, Clark s'est ménagé une marge de six secondes sur le groupe de chasse, toujours mené par Surtees. Le pilote Ferrari est toutefois de plus en plus menacé par Hill, qui finit par le déborder au tour suivant. Les deux pilotes anglais vont dès lors se livrer un véritable chassé-croisé, surveillés de près par Gurney. Clark conserve cinq à six secondes d'avance sur eux et semble contrôler la course quand, au cours du quarante-et-unième tour, son moteur commence à avoir des ratés. Son avance diminue soudainement et à la fin du quarante-quatrième tour le champion écossais rejoint son stand, Surtees reprenant alors le commandement, talonné par Hill et Gurney. Clark va perdre plus de deux tours avant de reprendre la piste. Il s'arrêtera à nouveau dix minutes plus tard, son moteur ne fonctionnant toujours pas correctement. L'équipe Lotus prend alors la décision de faire stopper Spence, qui occupe le quatrième rang, afin que les deux pilotes échangent leurs voitures. On est alors à la mi-course. Hill mène depuis une dizaine de tours, ayant débordé Surtees et pris quelques secondes d'avance sur lui. Gurney, qui est parvenu à devancer la Ferrari quelques instants, est à nouveau troisième, dans le sillage de la Ferrari. Sur la voiture de Spence, Clark est à un peu plus d'une minute du trio de tête et s'efforce de grignoter son retard. Bonnier et Amon ont tous deux abandonné, tandis que Bandini a perdu près de dix minutes pour un problème de batterie, aussi Siffert se retrouve-t-il isolé à la cinquième place, loin devant la Lotus de Mike Hailwood et la BRM de Richie Ginther.
Alors que Hill parvient à préserver ses quelques secondes d'avance, Surtees et Gurney bataillent férocement pour la deuxième place. Au soixante-deuxième tour, l'Américain trouve l'ouverture et reprend l'avantage sur le pilote Ferrari. Celui-ci résiste cependant et parvient à récupérer la deuxième place cinq boucles plus tard. Mais aussitôt après, gêné par la Lotus de Walt Hansgen, attardée, qu'il s'apprêtait à dépasser, Surtees loupe un changement de vitesse, effectue un tête-à-queue et se retrouve dans l'herbe. Il s'en sort sans dommage, mais se retrouve à près de vingt secondes de Gurney. Celui-ci n'en profite pas très longtemps, une chute soudaine de la pression d'huile le contraignant à l'abandon à la fin du soixante-neuvième tour. Hill est désormais confortablement installé en tête, vingt secondes devant Surtees. Clark est maintenant troisième, avec environ une minute de retard sur la BRM. Comptant un tour de retard, Siffert est solidement installé en quatrième position, loin devant Hailwood et Ginther qui se battent pour la cinquième place. Espérant encore revenir sur Surtees, Clark continue à attaquer et améliore à plusieurs reprises son propre record. Malgré un tour à plus de 183 km/h de moyenne, il ne parvient cependant pas à réduire suffisamment son retard pour inquiéter le pilote Ferrari, qui possède encore une marge d'une demi-minute. L'écart se creuse à nouveau peu après, des problèmes de pompe à essence affectant la Lotus de l'Écossais, lui faisant perdre deux secondes au tour. Il tente cependant de continuer mais le mal s'aggrave et le champion du monde regagne son stand à la fin du quatre-vingt-onzième tour. Il en repart après un arrêt d'une minute, après le passage de Siffert, désormais troisième. Devant, Hill contrôle toujours la course, maintenant son avance de vingt secondes sur Surtees. Clark se maintient quelques tours en quatrième position, avant que le problème ne s'aggrave, le contraignant à tourner au ralenti. Hailwood, qui est parvenu à distancer Ginther, en profite pour accéder à la quatrième place mais le champion motocycliste ne verra pas ses efforts récompensés, une Durit rompue mettant fin à sa belle prestation. Hill achève sereinement sa course et remporte sa deuxième victoire de la saison, une demi-minute devant Surtees, les deux pilotes ayant nettement levé le pied en fin d'épreuve. Sur sa Brabham personnelle, Siffert s'octroie une belle troisième place. Les trois autres rescapés, emmenés par Ginther, sont à plus de trois tours, alors que Clark, qui a dû abandonner à quelques encâblures de l'arrivée, est classé septième.

### Classements intermédiaires
Classements intermédiaires des monoplaces aux premier, troisième, cinquième, dixième, vingtième, trentième, quarantième, quarante-cinquième, cinquantième, soixantième, soixante-cinquième, soixante-dixième, quatre-vingtième et centième tours.

### Classement de la course

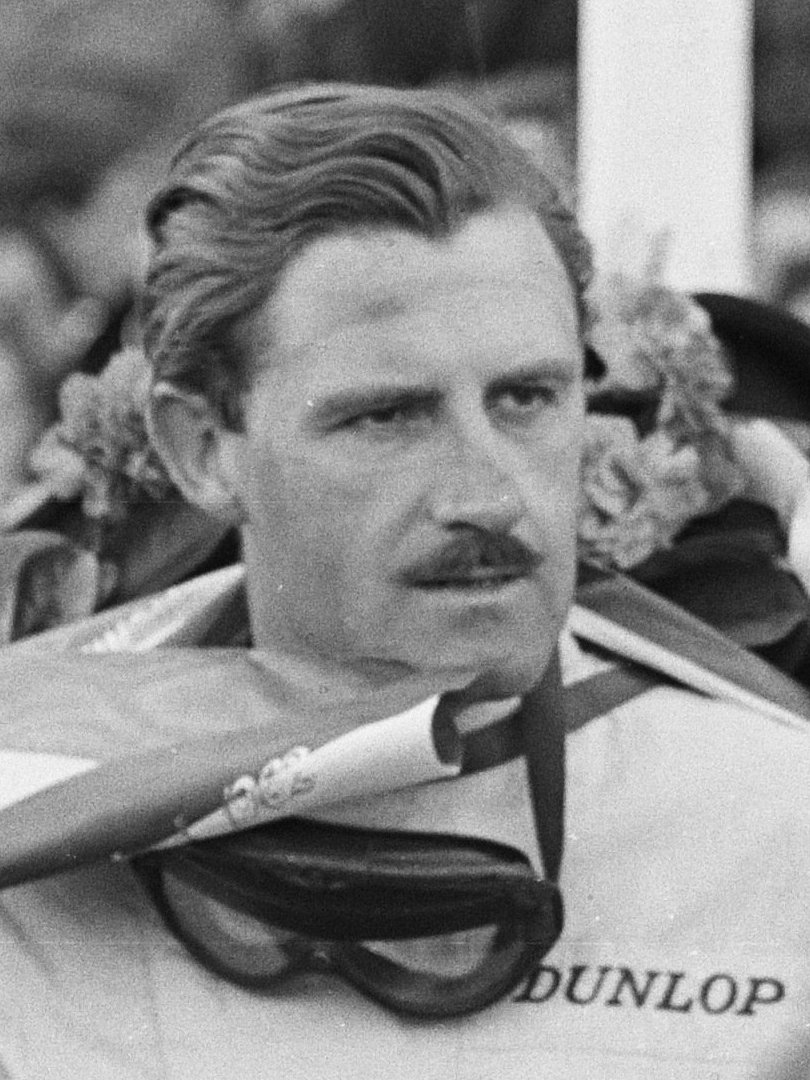
Deuxième victoire en championnat de la saison pour Graham Hill.

| Pos  | N° | Pilote                | Écurie         | Tours | Temps/Abandon                 | Grille | Points |
| ---- | -- | --------------------- | -------------- | ----- | ----------------------------- | ------ | ------ |
| 1    | 3  | Graham Hill           | BRM            | 110   | 2 h 16 min 38 s 0             | 4      | 9      |
| 2    | 7  | John Surtees          | Ferrari        | 110   | 2 h 17 min 08 s 5 (+ 30 s 5)  | 2      | 6      |
| 3    | 22 | Joseph Siffert        | Brabham-BRM    | 109   | 2 h 17 min 43 s 6 (+ 1 tour)  | 12     | 4      |
| 4    | 4  | Richie Ginther        | BRM            | 107   | 2 h 16 min 56 s 4 (+ 3 tours) | 13     | 3      |
| 5    | 17 | Walt Hansgen          | Lotus-Climax   | 107   | 2 h 17 min 28 s 1 (+ 3 tours) | 17     | 2      |
| 6    | 12 | Trevor Taylor         | BRP-BRM        | 106   | 2 h 17 min 39 s 9 (+ 4 tours) | 15     | 1      |
| 7    | 2  | Mike Spence Jim Clark | Lotus-Climax   | 102   | Panne d'essence               | 1      |        |
| 8    | 14 | Mike Hailwood         | Lotus-BRM      | 101   | Durite d'huile                | 15     |        |
| Abd. | 6  | Dan Gurney            | Brabham-Climax | 69    | Pression d'huile              | 3      |        |
| Nc.  | 23 | Hap Sharp             | Brabham-BRM    | 65    | Non classé                    | 18     |        |
| Abd. | 8  | Lorenzo Bandini       | Ferrari        | 58    | Moteur                        | 8      |        |
| Abd. | 1  | Jim Clark Mike Spence | Lotus-Climax   | 54    | Injection                     | 1      |        |
| Abd. | 25 | Ronnie Bucknum        | Honda          | 50    | Surchauffe moteur             | 14     |        |
| Abd. | 15 | Chris Amon            | Lotus-BRM      | 47    | Moteur                        | 11     |        |
| Abd. | 16 | Joakim Bonnier        | Brabham-Climax | 37    | Pont arrière                  | 9      |        |
| Abd. | 9  | Bruce McLaren         | Cooper-Climax  | 27    | Moteur                        | 5      |        |
| Abd. | 5  | Jack Brabham          | Brabham-Climax | 14    | Moteur                        | 7      |        |
| Abd. | 10 | Phil Hill             | Cooper-Climax  | 4     | Allumage                      | 19     |        |
| Abd. | 11 | Innes Ireland         | BRP-BRM        | 2     | Boîte de vitesses             | 10     |        |

Légende :
- Abd.=Abandon

### Pole position et record du tour
- Pole position :  Jim Clark (Lotus) en 1 min 12 s 65 (vitesse moyenne : 183,394 km/h). Temps réalisé lors de la séance d'essais du samedi 3 octobre[13].
- Meilleur tour en course :  Jim Clark (Lotus) en 1 min 12 s 7 (vitesse moyenne : 183,268 km/h) au quatre-vingt-unième tour[Note 4].

#### Évolution du record du tour en course
Le meilleur tour fut amélioré quinze fois au cours de l'épreuve.

### Tours en tête
- John Surtees : 13 tours (1-12 / 44)
- Jim Clark : 31 tours (13-43)
- Graham Hill : 66 tours (45-110)

## Classement général à l'issue de la course
- Attribution des points : 9, 6, 4, 3, 2, 1 respectivement aux six premiers de chaque épreuve.
- Pour la coupe des constructeurs, même barème et seule la voiture la mieux classée de chaque équipe inscrit des points.
- Seuls les six meilleurs résultats sont comptabilisés. Graham Hill doit donc décompter les deux points marqués en Belgique. Chez les constructeurs, BRM doit décompter les trois points acquis aux Pays-Bas, les trois acquis en Belgique et les trois acquis en Italie ; Lotus-Climax doit décompter le point marqué en Italie.
- Le règlement permet aux pilotes de se relayer sur une même voiture, les points éventuellement acquis étant alors perdus pour pilotes et constructeur[1].

| Pos. | Pilote              | Écurie            | Points  | MON | NL | BEL | FRA | GBR | ALL | AUT | ITA | USA | MEX |
| ---- | ------------------- | ----------------- | ------- | --- | -- | --- | --- | --- | --- | --- | --- | --- | --- |
| 1    | Graham Hill         | BRM               | 39 (41) | 9   | 3  | (2) | 6   | 6   | 6   | -   | -   | 9   |     |
| 2    | John Surtees        | Ferrari           | 34      | -   | 6  | -   | -   | 4   | 9   | -   | 9   | 6   |     |
| 3    | Jim Clark           | Lotus             | 30      | 3   | 9  | 9   | -   | 9   | -   | -   | -   | -   |     |
| 4    | Richie Ginther      | BRM               | 23      | 6   | -  | 3   | 2   | -   | -   | 6   | 3   | 3   |     |
| 5    | Lorenzo Bandini     | Ferrari           | 19      | -   | -  | -   | -   | 2   | 4   | 9   | 4   | -   |     |
| 6    | Bruce McLaren       | Cooper            | 13      | -   | -  | 6   | 1   | -   | -   | -   | 6   | -   |     |
| 7    | Peter Arundell      | Lotus             | 11      | 4   | 4  | -   | 3   | -   | -   | -   | -   | -   |     |
|      | Jack Brabham        | Brabham           | 11      | -   | -  | 4   | 4   | 3   | -   | -   | -   | -   |     |
| 9    | Dan Gurney          | Brabham           | 10      | -   | -  | 1   | 9   | -   | -   | -   | -   | -   |     |
| 10   | Joseph Siffert      | Brabham           | 7       | -   | -  | -   | -   | -   | 3   | -   | -   | 4   |     |
| 11   | Bob Anderson        | Brabham           | 5       | -   | 1  | -   | -   | -   | -   | 4   | -   | -   |     |
| 12   | Tony Maggs          | BRM               | 4       | -   | -  | -   | -   | -   | 1   | 3   | -   | -   |     |
|      | Innes Ireland       | BRP               | 4       | -   | -  | -   | -   | -   | -   | 2   | 2   | -   |     |
| 14   | Joakim Bonnier      | Cooper & Brabham¹ | 3       | 2   | -  | -   | -   | -   | -   | 1¹  | -   | -   |     |
| 15   | Chris Amon          | Lotus             | 2       | -   | 2  | -   | -   | -   | -   | -   | -   | -   |     |
|      | Maurice Trintignant | BRM               | 2       | -   | -  | -   | -   | -   | 2   | -   | -   | -   |     |
|      | Walt Hansgen        | Lotus             | 2       | -   | -  | -   | -   | -   | -   | -   | -   | 2   |     |
| 18   | Mike Hailwood       | Lotus             | 1       | 1   | -  | -   | -   | -   | -   | -   | -   | -   |     |
|      | Phil Hill           | Cooper            | 1       | -   | -  | -   | -   | 1   | -   | -   | -   | -   |     |
|      | Mike Spence         | Lotus             | 1       | -   | -  | -   | -   | -   | -   | -   | 1   | -   |     |
|      | Trevor Taylor       | BRP               | 1       | -   | -  | -   | -   | -   | -   | -   | -   | 1   |     |

| Pos. | Écurie         | Points  | MON | NL  | BEL | FRA | GBR | ALL | AUT | ITA | USA | MEX |
| ---- | -------------- | ------- | --- | --- | --- | --- | --- | --- | --- | --- | --- | --- |
| 1    | Ferrari        | 43      | -   | 6   | -   | -   | 4   | 9   | 9   | 9   | 6   |     |
| 2    | BRM            | 42 (51) | 9   | (3) | (3) | 6   | 6   | 6   | 6   | (3) | 9   |     |
| 3    | Lotus-Climax   | 36 (37) | 4   | 9   | 9   | 3   | 9   | -   | -   | (1) | 2   |     |
| 4    | Brabham-Climax | 21      | -   | 1   | 4   | 9   | 3   | -   | 4   | -   | -   |     |
| 5    | Cooper-Climax  | 16      | 2   | -   | 6   | 1   | 1   | -   | -   | 6   | -   |     |
| 6    | Brabham-BRM    | 7       | -   | -   | -   | -   | -   | 3   | -   | -   | 4   |     |
| 7    | BRP-BRM        | 5       | -   | -   | -   | -   | -   | -   | 2   | 2   | 1   |     |
| 8    | Lotus-BRM      | 3       | 1   | 2   | -   | -   | -   | -   | -   | -   | -   |     |

## À noter
- 8e victoire en championnat du monde pour Graham Hill.
- 9e victoire en championnat du monde pour BRM en tant que constructeur.
- 9e victoire en championnat du monde pour BRM en tant que motoriste.
- Les Ferrari ne sont pas officiellement engagées pour protester contre la décision de la CSI de ne pas homologuer le nouveau modèle Ferrari en GT. Les monoplaces sont engagées par le NART de Luigi Chinetti et arborent une livrée bleu et blanc et non pas rouge.

- Voitures copilotées
  - Lotus n°1 : Jim Clark (49 tours) et Mike Spence (5 tours)
  - Lotus n°2 : Mike Spence (54 tours) et Jim Clark (48 tours)